# دبليو دبليو إي سماكداون ضد رو 2009
دابليو دابليو إي سماكداون فرسس راو 2009 (بالإنجليزية: WWE SmackDown vs. Raw 2009 (تكتب WWE SvR 2009 أو WWE SvR '09 في أغلب الأحيان))‏، هي لعبة فيديو دابليو دابليو إي للمصارعة من إنتاج شركة لYuke ونشرتها شركة تي إيتش كيو THQ لأنظمة البلاي ستيشن 3، بلاي ستيشن 2، بلاي ستيشن بورتبل، نينتندو دي إس، وي، وإكس بوكس 360 الألعاب الفيديو. إنها العاشرة لعبة فيديو في ووي سماكدوون الخام مقابل سلسلة، وهو تتمة لسابقتها، ووي سماكدوون الخام مقابل 2008 وخلفه ووي سماكدوون الخام مقابل عام 2010.  توس TOSE من إصدار نينتندو حيث تم إصدار اللعبة يوم 9 نوفمبر، 2008 في أمريكا الشمالية
ولقد قامت اللعبة أساسا على دعايا المصارعة الحرة (WWE),، المصارعة العالمية للترفيه، وسميت على اسم اثنين من مروجى العلامات التجارية الثلاث ،روو وسماكدوون. حيث تقوم اللعبة بعرض السمات الرئيسية القليلة الجديدة بما في ذلك مباراة الجحيم، ومباراة التاج تيم، وأحدث أنظمة اللعبة الأربعة : اتاحة الفرصة لبطل واحد في النهاية، والطريق إلى ريستليمانيا ،مباريات تحديد المستوى والمباريات متعددة اللاعبين.

## طريقة اللعب

### مباراة اللعبة
ويعتبر من أهم السمات البارزة لتلك اللعبة هي وجود مباراة التاج تييم. وتشمل إضافات اللعبة الطرق الجديدة لوضع نقاط على شريك لاعب فريق التاج تيم مثل الفريق الرئيسى، والذي يمكن أن تساعد في إنقاذ لاعب مباراة التاج تيم إذا كان في ورطة، كما تساعد الفريق المنهزم بطريقة غير شرعية، وذلك عندما يربط اللاعب أو اللاعبة نفسه أو نفسها بحلبة المصارعة0 كما يكون لدى لاعب فريق التاج تيم القانوني أكثر من فرصة للعب في هذه المباراة، كما تساعد اللاعب، وذلك بعقد الخصم على الحبال كما في (الصورة)، وبإنزال الحبال لمنافسه الذي يتباهى أمامهم، وارساله إلى خارج الحلبة. وبذلك يصبح لكل فريق الآن فرصته الخاصة به ومشاركاته وإمكانية التصفيات بين الفرق المزدوجة
وتعد تلك اللعبة أول لعبة مصارعة فيديو تشمل مباراة الجحيم، حيث يضع اللاعب خصمه على النار. وخلافا للمباراة العادية التي تحاط بالنيران القادمة من أنابيب الغاز، تخرج النيران في تلك المباراة من حبال الحلقة نفسها. ولكى يتمكن اللاعب من ا لفوز، يجب أن يقوم بزيادة الحركات العنيفة وذلك لكى تزداد درجة حرارة الحلبة. وبمجرد أن تصل درجة الحرارة إلى 500 درجة فهرنهايت (أو في نسخة الاتحاد الأوروبي 300 درجة مئوية)، يمكن للاعب الشروع في وضع الخصم على النار. ولوضع الخصم على النار (كما ذكرنا آنفا) تستطيع رفع درجة الحرارة إلى ذروتها. كما تستطيع سحب الشخص إلى الحبال شريطة أن يكون الخصم في حالة مذرية من الاصابات الخطيرة. لكن لم يتوافر هذا النوع من المبارايات في لعبة دابليو أي أي Wii.
وظهرت العديد من المباريات التي لم تكن موجودة في اللعبة من قبل إلى السلسلة. كما ظهر شجار ما وراء الكواليس، حيث يمكن للاعبين المصارعة إما في غرفة خلع الملابس أو وراء الكواليس «وضع الغوريلا» مع اتاحة مجموعة متنوعة من الأسلحة تحت تصرفهم، ليستبدل بشجار وقوف السيارات الذي كان موجودا في إصدار اللعبة السابق. بالإضافة إلى مباراة القفاز التي ظهرت حديثا في مباراة اختيار لعبة سماكدوون ضد روو 2009
وتضم كلا من إصدارات لعبة دابليو أي أي ودى اس الآن أنواعا جديدة من المبارايات، مثل قفص الفولاذ ومباراة السلم، في إصداردى اس بالإضافة إلى مبارايات الجداول وتى ال سى TLC matches
وقد تم ازالة أساليب القتال، التي ميزت الإصدار السابق. ومع ذلك، بقيت قدرات القتال المستخدمة لتمكن كل مصارع من أداء ستة من عشرين حركة مختلفة والتي من شأنها مساعدته في أوضاع مختلفة. والآن أصبح هناك العديد من حركات التسجيل التي تجلب المزيد من النقاط، أي حركات أقل في الأهمية من تلك التي تؤدى إلى تثبيت الأكتاف.
وأثناء زخم المباراة ,يمكن للاعب أن يحفظ حركة التسجيل بدلا من تنفيذ تثبيت الأكتاف التي يمكن أداؤها لاحقا.
وتم تطبيق نظام مشابه تنفيذ المهام تلقائيا في اللعبة، والتي تمكن اللاعب من مواجهة مصارع معين مع إمكانية التحكم في تلك المباراة من قبل اللاعب.
وقد تولت شركة شرق اليابان مهمة تطوير إصدار نينتندو دي إس من قبل أماز انتيرتاينمينت Amaze Entertainment. وعلى عكس الإصدار السابق، الذي ركز حصرا على أوضاع المصارعة باليد ،إلا أن نسخة هذا العام تحتوى على حركة استعمال الكتف الأيسر لتثبيت الأكتاف. حيث تشبه إصدار لعبة دي إس الآن تلك التي تدار من لوحات المفاتيح مع السيطرة الكاملة للحركة الدائرية للمصارع على بعد متر وذلك لزيادة قدرته على التحمل من أجل الانتهاء من هذه الخطوة. كما يظل اللاعب متحكما في التصارع والاعتداءات والعروض.

### أنظمة اللعبة
- وبالنسبة لإصدارات بلايستيشن 2, بلايستيشن بى، إكس بوكس 360، دابليو أي أي، وبلايستيشن 3، تم استبدال وضع الطريق إلى ريستل أمانيا بدلا من الإصدار السابق، نظام 24 / 7. وفي هذا الوضع الجديد، يمكن الاختيار من بين خمسة لاعبين مشهورين للعب بصفة مستمرة : نظام تريبيل اتش، سى إم بانك، والحانوتى، وجون سينا، أو كريس جيريكو. حيث يمثل النظام مقاطع مطابقة للمصارع في وضع حقيقى معين ومصممة خصيصا لتناسب شخصية المصارع المختار.
- كجزء من العبة يتم التركيز على فريق التاج تيم، حيث يتضمن مصارع مساعد في ذلك في النظام الجديد، والتي تمكن اللاعبون من أداء دور ريه ميستيريو، دايف باتيستا بالتناوب. ولأول مرة. يشمل إصدار دابليو أي أي نظام الطريق إلى ريستليمانيا Road to WrestleMania, ليحل محل ما يعادلها وضع الحدث الرئيسي Main Event في الإصدار السابق
- ويعتبر نظام المستقبل Career mode متضمنا في اللعبة من بين الأنظمة الجديدة، ليحل محل المدير العام (جنرال مانادجر) في الإصدار السابق. وبخلاف نظام الطريق إلى ريستليمانيا، يمكن لجميع النجوم والمغنيات المشاركة في المباراة مع المصارعين والتي يتحكم فيها اللاعب عند اختياره لنظام عمل سوبر ستار. والهدف الرئيسي لهذا الوضع أن يتمكن اللاعب من مواصلة طريقه لتحسين تصنيفه العالمي من أجل لقب خاص يحلم به، وفي أنواع المباراة التي يمكن اختيارها بعد كل مباراة، يمنح اللاعب نقاط تبعا لنظام المصارعة المستخدم.
- وبوصفه من إنتاج شركة شرق اليابان تووس التي طورت اللعبة ,يستخدم إصدار لعبة نينتندو عنصرا ار بي جي في الموسم النهائى. يتمكن اللاعبون من التجول في الساحة، وتحسين شخصياتهم من خلال غرفة التدريب أو مركز تسوق دابليو دابليو أي، والتفاعل مع النجوم لبدء الاقتتال. كما يمكن تكليف المصارع بمهام معينة تؤهله لكي يصبح بطلا. كما يمكن استخدام نماذج المصارعين في هذا الوضع الوظيفي.

### إنشاء أنظمة
تعتبر الصفات الجديدة في إنشاء الأنظمة : اللمسة النهائية.، حيث يتمكن اللاعب من اختيار سلسلة من 10 إلى أكثر من 500 من الرسوم المتحركة لاتخاذ خطوات لتثبيت الأكتاف بطريقة فريدة جنبا إلى جنب مع خيار تسريع أو إبطاء الرسوم المتحركة. وتقتصر حركات تثبيت الأكتاف على التحركات بدءا من مواجهة كلا المصارعين وجها لوجه، هذا وسوف تطور شركة تي إتش كيو المباريات المقبلة عن طريق تطوير مزيد من أوضاع البدء. حيث لا تتوافر تلك الميزة في إصدار دابليو أي أي من اللعبة.
ومن بين الإضافات الأخرى إمكانية تسليط الضوء على المصارع، حيث يمكن للاعبين تسجيل آخر 30 ثانية من المباراة الجارية، وتحرير تلك المقاطع معا بعد ذلك مع زوايا الكاميرا وإضافة تأثيرات بصرية وصوتية. حيث يمكن للاعبين حفظ ما يصل إلى 20 صورة، ويمكن تحميلها لتصبح في متناول مستخدمى الإنترنت ويتوافر هذا النظام في إصدارات البلاي ستيشن 3 وإكس بوكس 360. وتم استبدال نظام الحزام بنظامى تسليط الضوء على المصارع واللمسة النهائية، التي الغيت بسبب افتقارها إلى الدعم من المشجعين.
وخلق واحد في سوبر ستار هو الوضع في لوحات المفاتيح الرئيسية، ولكن الآن ملامح الفيزياء المستندة إلى الملابس التي من شأنها التأثير في جميع أنحاء اقعية مثل ملابس فضفاضة وقلادات. ] وتصل حوالي 70 ٪ من أجزاء اللاعبين ثلاثية الأبعاد مع حوالي 25 إلى 30 في المائة اضافات جديدة ولأول مرة، يظهر باصدار نينتندو نسخة محدودة لعمل نظام سوبر ستار
كما يوجد لوحة عرض لتغيير شكل المصارع، من الوجه إلى أخمص القدمين وتغيير ألقاب المصارع خلال الاستعراض السابق للمباريات. كما احتوت اللعبة على إنشاء أوضاع مستقرة، تحت اسم إدارة الفريق.
وقد احتوت اللعبة أيضا على إمكانية إنشاء مدخل للمصارع والتي امتدت الآن لتشمل فريق التاج تيم. كما سيتضمن إصدار دابليو أي أي إنشاء مدخل مثل باقى الإصدارات الأخرى ما عدا إنشاء عدد محدودلفرق التاج تيم. وبدلا من ذلك، باستخدام التحكم بلعبة دابليو أي أي، سيتم إنشاء مداخل تفاعلية واحتفالات بالفوز، مثل عرض مشاهد الهزيمة أثناء دخول الفائز..كما ستمنح الأوضاع الناجحة للاعب عند دخوله مزيدا من الزخم والنقاط في بداية المباراة.

### ميزات الإنترنت
يشمل إصدار دابليو أي أي الآن اللعب على الإنترنت وكذلك الترتيب. وقد دعمت إصدارات البلاي ستيشن 3 وإكس بوكس 360 إمكانية الدردشة الصوتية. ونلاحظ أيضا عند استخدام االوشم على شخصية المصارع، لن تكون محظورة على الإنترنت. ومع ذلك ،لا يتيح إصدار البلاي ستيشن 2 اللعب على الإنترنت.
وبعد ورود شكاوى حول القوائم التي عفا عليها الزمن في المباريات السابقة، أشارت شركة تي إتش كيو أن اللعبة ستوفر تنزيل المحتوى للحفاظ على تحديث اللعبة مع المزيد من المصارعين الجدد والمزيد من الأزياء.

## التطوير
ويميز تعليق اللعبة من وحدة التحكم الرئيسية ثلاثة فرق كما هو الحال في الإصدارات السابقة لكنه يوضح زوايا اللعب أكثر في هذا الإصدار. وفقا لتي إتش كيو، مرات التحميل للعبة قد خفضت بنسبة 50 ٪، مما يؤثر على مجالات مثل مداخل مصارع.

### الموسيقي التصويرية
مثل المباريات السابقة في هذه السلسلة ،يتألف الصوت يتكون من مزيج من أغاني المدخل التي يستخدمها المصارعين (وكثير منها يتألف من مؤلف موسيقى الدابليو دابليو أي جيم جونستون) والأغنيات الأخرى المتاحة.
أيضا، يمكن تشغيل بعض موسيقى أغانى دخول بعض المصارعين في قائمة اللعبة. ويمكنك أيضا إعطاء أي مصارع موسيقى معينة من أي ملف صوتى محفوظ على القرص الصلب لديك.
كما شارك فريق بى أو دى بأغنيتين" Addicted و Booyaka619 من أساسيات اللعبة.

## التسويق والإصدار
تم اعلان إنتاج اللعبة رسميا يوم 27 مارس، 2008 من قبل شركتى أي جى ان IGN وتي إتش كيو THQ حيث اصدرت شركة أي جى ان أول اعلان ولقطات لعبة SmackDown vs. Raw 2009 المقطورة المميز وبويز (مات وجيف) في المباراة ضد فريق العلامة والسيد راندي اورتون كينيدي في دفع سومميرسلام لكل رأي والشعار الجديد للفريق ملامح المباراة تم توضيح  كما صدرت الاعلانات التجارية للعبة في تشرين الأول / أكتوبر بطولة تريبل اتش مع جون سينا وباتيستا، بيج شو، هورنسوجل، ليليان جارسيا وكيلي كيلي
وصدر عرض محاولة العبة في أكتوبر تشرين الأول للبلاي ستيشن 3 وحدة التحكم، متاح فيها اللعب الفردي وفريق التاج تيم مع جيف هاردي، مات هاردي، شون مايكلز وتريبل اتش كشخصيات في اللعبة.
كما هو الحال مع اللعبة السابقة، صدرت أحد الاصدرات الخاصة من اللعبة للبلاي ستيشن 3، والذي يتضمن اللعبة، والقفص المعدنى، وتقنية بلو راي الت تعرض مباريات من روو وسماكدوون بالإضافة إلى عروض ما وراء الكواليس ضمن وثائق اللعبة. كان هذا الإصدار الحصري لمنطقة أمريكا الشمالية.
ولقد صدرت نسخة مشابهة في المناطق الأوروبية، والتي تحتوي على حلقة خاصة من البلاستيك، والذي تحتوي على نفس الأبعاد بوصفها قضية بلو راي. كما أن لديها نفس هذه التطبيقات من تقنية بلو راي حيث تضمن إصدار أمريكا الشمالية نفس الحزمة.
وفي أيلول / سبتمبر 2008 ،نشرت مجلة المصارعة البريطانية روح القتال Fighting Spirit ومجلس العمل المتحد مذكرة خاصة بعث بها أعضاء اتحاد المصارعة العالمي للمسؤلين عن تغطية إصدار اللعبة. جاء في المذكرة تعليمات بعدم نشر لقطات لأية مصارع ينزف أومستخدما أي نوع من الأسلحة. وعلى وجه التحديد، أعلنت المذكرة عمد نشر أية مشاهد لتريبل اتش «في موقف العزل أو المعرضة للخطر.» وفي دعاية مغالى فيها بعنوان «السياسة الرقمية»، تحدت المجلة طلب الاتحاد، ونشرت صورة لكين وهو يهين تريبل اتش. مجلة قوة سلام في وقت لاحق أيد المذكرة.
وفي 4 أغسطس، 2009 ،أعادت شركة تي إتش كيو نشر لعبة SmackDown vs. Raw 2009 كجزء من أكبر مقتطفات للبلايستاشن.

## الاستقبال
| ميتاكريتيك         | تصويتات اللعبة |                       |                        |
| ننتندو دي آس)      |                | 58/100 (12 التقييمات) | 55.56 ٪ (1 الاستعراض)  |
| بلاي ستيشن 2       |                | 78/100 (9 التقييمات)  | 77.44 ٪ (1 الاستعراض)  |
| "بلاي ستيشن 3"     |                | 78/100 (33 التقييمات) | 77.89 ٪ (1 الاستعراض)  |
| بلاي ستيشن المحمول |                | 72/100 (7 التقييمات)  | 72.90 ٪ (6 التقييمات)  |
| دابليو اى اى       |                | 79/100 (15 التقييمات) | 78.18 ٪ (17 التقييمات) |
| "إكس بوكس 360"     |                | 79/100 (43 التقييمات) | 79.02 ٪ (30 التقييمات) |

اللعبة تلقى عموما مختلطة لاستعراض إيجابية من النقاد الألعاب. تلقت اللعبة نقدا إيجابيا من نقاد الألعاب. وأشاد النقاد عموما بالطريق إلى ريستليمانيا. لكن انتقدت شركة IGN اللعبة بشكل كبير، واصفة اياها «بالتفاهة الواضحة» عن الألعاب السابقة وواصفة أنظمة تسليط الضوء على المصارع واللمسة النهائية بالقصور.
ولقد أعطت جيم سبوت GameSpot الإصدارات 7.5 من 10، مع الإشادة برسومات اللعبة والعدد الكبير من الحركات بها، وأنواع المباريات، ونماذج اللاعب الفردى، وايه ال المعدلة.هذا وقد وجه الانتقاد لبعض جوانب العرض، لا سيما حركات التنقل الخاصة بالرسوم المتحركة، والمسائل المتعلقة بطريقة عرض اللعبة وضعف المؤثرات الصوتية
في حين كان قبول إصدار نينتندو دى اس متفاوتا بين النقاد، حيث انتقدها كلا من أي جى ان IGN وجايمس ماستر GamesMaster بشأن نظام التحكم عن طريق اللمس، مقترحين بأن السيطرة من خلال زر القائمة قد يكون أكثر مثالية.
حصلت اللعبة على 4 - من 5 من قبل G4tv's X-Play 

## وصلات خارجية
- دبليو دبليو إي سماكداون ضد رو 2009 على موقع IMDb (الإنجليزية)

- الموقع الرسمى